# Jean IV d'Alexandrie (Copte)
Pour les articles homonymes, voir Jean IV.
 Jean IV d'Alexandrie est un  patriarche copte d'Alexandrie de  776 à 799

## Contexte
Il succède à Ménas et siège du 12 janvier 776 au 11 janvier 799.